# False Bay (zatoka na północ od Mira Bay)
False Bay – zatoka (ang. bay) w kanadyjskiej prowincji Nowa Szkocja, w hrabstwie Cape Breton, na północ od zatoki Mira Bay, od 5 września 1974 po zaniknięciu plaży False Bay Beach tereny akwenu stanowią również wody dawnego jeziora False Bay Lake; nazwa urzędowo zatwierdzona 23 kwietnia 1940.